# Cybocephalus rabaticus
Cybocephalus rabaticus is een keversoort uit de familie Cybocephalidae. De wetenschappelijke naam van de soort is voor het eerst geldig gepubliceerd in 1955 door Smirnoff.